# Clarks

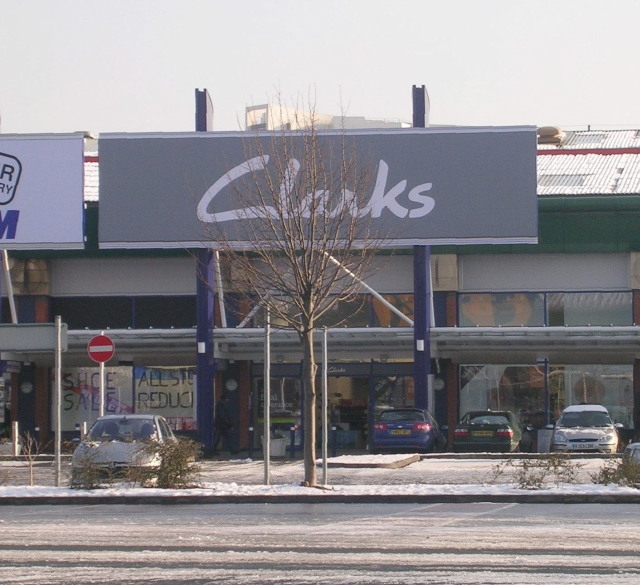
Clarks, Leeds.

Clarks ist die weltweit größte Schuhmarke außerhalb des Sportschuh-Lifestyle-Segments. Das Stammhaus C. and J. Clark Ltd ist in der 11.000-Einwohner-Stadt Street (ca. 44 km südwestlich von Bath) in der Grafschaft Somerset (England) ansässig.

## Geschichte
Das Unternehmen wurde im Jahr 1825 gegründet, als die Quäker-Brüder Cyrus und James Clark mit der Herstellung von Schuhen in Somerset begannen.
Die letzte Produktionsstätte auf britischem Boden wurde im April 2005 geschlossen. In den vorausgegangenen 15 Jahren war die Produktion in Länder wie Rumänien, Indien und China verlagert worden.
Im Geschäftsjahr 2004/05 verkaufte Clarks weltweit 45 Millionen Paar Schuhe und erzielte damit einen Umsatz von 955 Mio. Pfund Sterling.
Das Sportunternehmen (sportbezogene Dienstleistungen wie Produktion und Management von Veranstaltungen) Viva China Holdings Ltd. übernahm am 19. Januar 2021 mit 51 % die Mehrheit am Unternehmen. Viva China Holdings Ltd. wird kontrolliert von Li Ning.

## Merkmale
Unter den Clarks-Modellen befinden sich einige mit besonderer Ausstattung. Die Active-Air-Herrenschuhe beispielsweise besitzen Luftblasen in den Sohlen, die beim Gehen zusammengedrückt werden, um damit den Trage-Comfort zu erhöhen. Auch die Cushion-Soft-Sohlen in Damenschuhen sollen an der Fußunterseite besonders bequem sein.
Besonderer Beliebtheit erfreuen sich die Clarks Originals – beispielsweise der Wallabee oder der Desert Boot.